# (8430) Florey
(8430) Florey est un astéroïde de la ceinture principale.

## Description
(8430) Florey est un astéroïde de la ceinture principale. Il fut découvert le 25 décembre 1997 à Woomera par Frank B. Zoltowski. Il présente une orbite caractérisée par un demi-grand axe de 2,81 UA, une excentricité de 0,10 et une inclinaison de 3,7° par rapport à l'écliptique.

## Compléments